# Beamtenstock

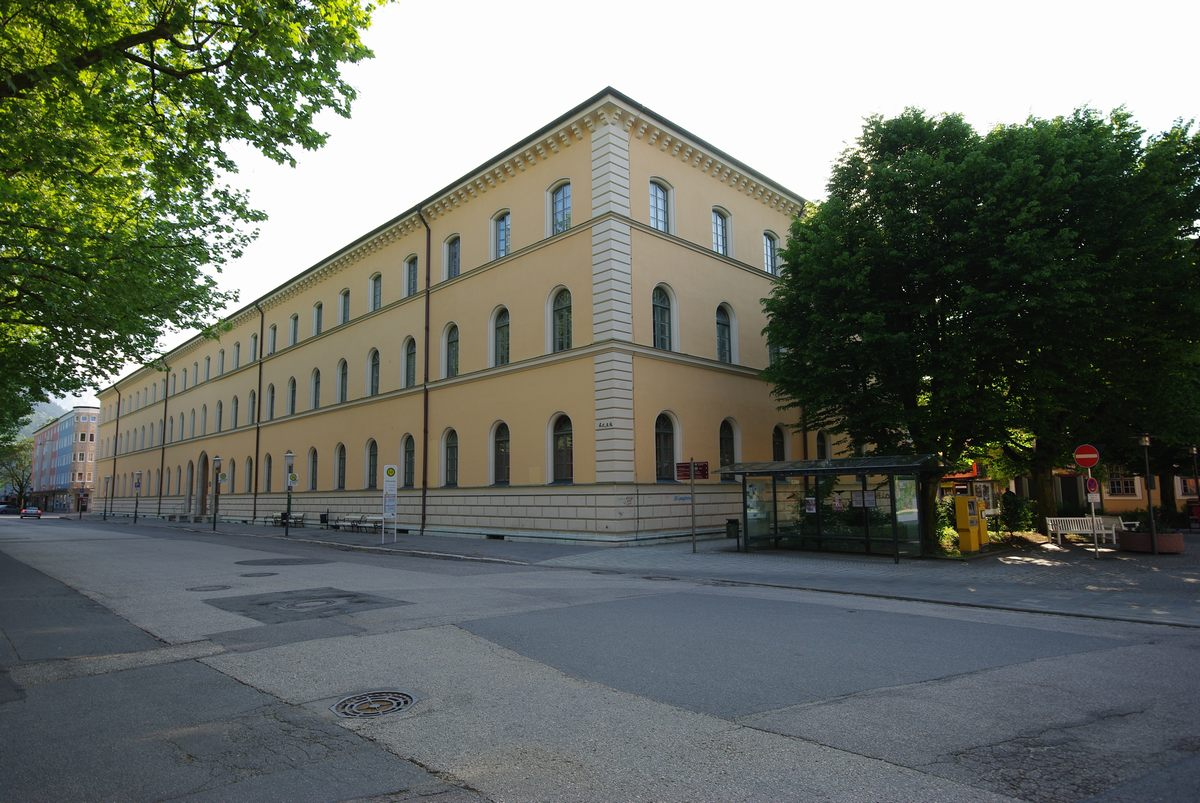
Beamtenstock in der Salinenstraße

Der Beamtenstock („der Alten Saline“) ist das ehemalige Verwaltungsgebäude der Alten Saline in Bad Reichenhall.
Das Gebäude zählt zum Ensemble Alte Saline und ist zudem als Einzeldenkmal unter der Nummer D-1-72-114-126 in die Bayerische Denkmalliste eingetragen.

## Vorgeschichte
Nachdem Herzog Georg der Reiche zwischen 1494 und 1501 die meisten Sudhäuser der damaligen Saline in seinen Besitz gebracht hatte, stellte in der Folge die Salzproduktion in der Salinenstadt eine wichtige Geldquelle für den Staat dar. Deshalb waren bis ins 20. Jahrhundert stets Salinenbeamte dafür zuständig, dass Produktion und Handel mit dem Weißen Gold in geordneten Bahnen abliefen. Früher hatten diese Beamten ihren Sitz im Salzmeierhaus in der heutigen Poststraße, wo sich jetzt die Polizeidirektion von Bad Reichenhall befindet. Als nach dem großen Stadtbrand von 1834 die Saline und 278 der 302 Häuser zerstört waren, mussten die Stadt und die Saline neu aufgebaut werden. Nach dem Willen von König Ludwig I. sollte die Saline nicht nur einen industriellen, sondern auch einen repräsentativen Charakter haben und einem großzügigen geometrischen Plan entsprechen. Um auch die nötigen Sicherheitsabstände als Brandschutz zu gewährleisten, mussten insgesamt 51 „Brandstätten“ (Hausgrundstücke) erworben werden. Dafür stellte der König einen zusätzlichen Zuschuss in Höhe von 10.000 Gulden in Aussicht. Es dauerte zwei Jahre bis zum Baubeginn, die letzten Teile der Saline wurden erst 1851 fertiggestellt.

## Bau

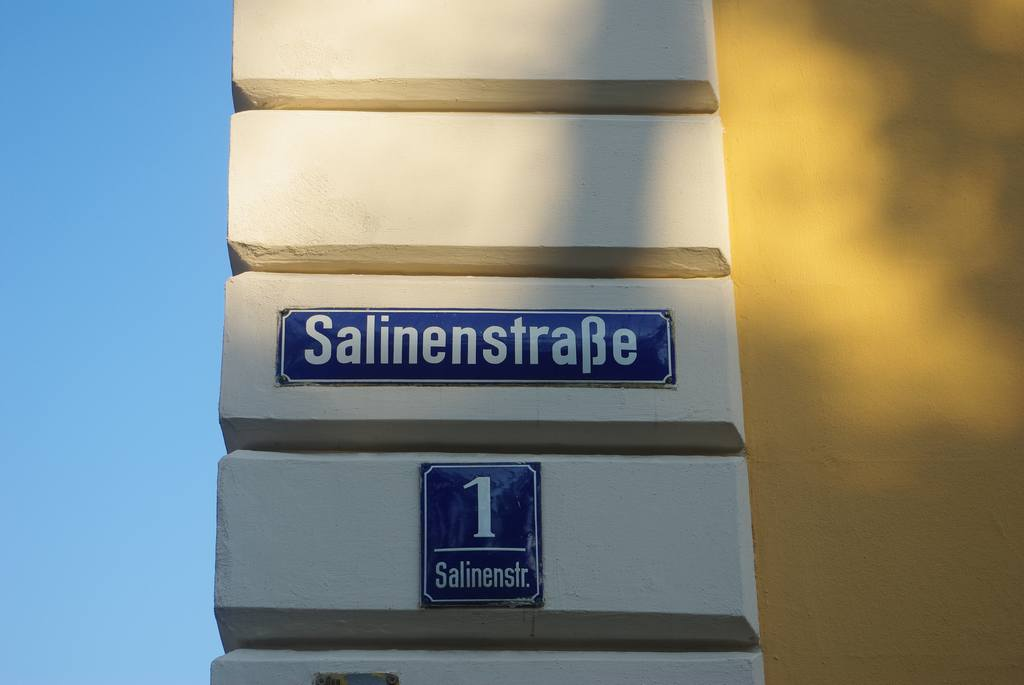
Salinenstraße Nr. 1: Der Beamtenstock

Am 30. April 1836 erfolgte der erste Spatenstich. Der Beamtenstock wurde unter der Leitung des Hofarchitekten Friedrich von Gärtner, der in der Gunst König Ludwig I. stand, errichtet. Gegenüber der Saline, auf der anderen Seite der neuen Salinenstraße, entstand ein langgestreckter, dreigeschossiger Gebäudetrakt mit 25 Achsen. Anders als die Alte Saline selbst wirkt der Beamtenstock eher wie ein nüchternes, funktionales Bauwerk, lässt aber Gärtners Rundbogenstil sowie Anleihen aus dem Mittelalter und der Frührenaissance erkennen. Der Entwurf ist angelehnt an die Bayerische Staatsbibliothek in München, die ebenfalls von Gärtner geplant wurde. Nach drei Jahren Bauzeit, im Jahr 1839, wurde der Beamtenstock fertiggestellt.

## Bombardierung 1945
Während des Luftangriffs auf Bad Reichenhall erlitt der Beamtenstock schwere Schäden. Nördlich des zentralen Eingangs schlug eine Fliegerbombe ein, die das Gebäude bis zum Erdgeschoss auf mindestens drei Achsen zerstörte. Der Brand musste teilweise mit Sole gelöscht werden, da die Hauptwasserleitung ebenfalls getroffen worden war und in der Stadt fast alle Hydranten ausfielen.